# 周鍵 (明朝)
周鍵（1515年—？年），字啟夫，四川敘州府富順縣人，軍籍，正月初九日生，行八，治《詩經》，明朝政治人物。

## 生平
由縣學增廣生中式嘉靖十六年（1537年）丁酉科四川鄉試第二十二名舉人，年三十歲中式嘉靖二十三年（1544年）甲辰科會試第六十三名，第二甲第六十九名進士。

## 家族
曾祖周秉儒；祖周萬斗，贈戶部主事；父周詔，荆州知府；前母彭氏（贈安人）；母方氏（封安人）。慈侍下。兄銳；鋕；錦（引禮舍人）；銃；鈇；鉉；鍊，弟鐩；鈳；鎔。